# Малоберезанское
Малоберезанское (укр. Малоберезанське) — село, входит в Таращанский район Киевской области Украины.
Население по переписи 2001 года составляло 26 человек. По состоянию на 01.01.2025 года в селе зарегистрировано 15 человек. Почтовый индекс — 09540. Телефонный код — 4566. Занимает площадь 0,309 км². Код КОАТУУ — 3224483602.

## Местный совет
09540, Київська обл., Таращанський р-н, с.Лук’янівка